# USA Swimming
USA Swimming est la fédération des États-Unis de natation, fondée en 1980. Elle siège au centre d'entraînement olympique à Colorado Springs, dans le Colorado.

## Arena Grand Prix
L'Arena Grand Prix est un circuit de natation sportive organisé par la fédération des États-Unis de natation (USA Swimming) et les meetings de Minneapolis, Austin, Orlando, Mesa, Charlotte et Santa Clara  qui se sont réunis afin de créer un circuit.
Il prévoit de distribuer 150 000 $ de gains au cours des six meetings. Chaque première place permet de remporter 500 $, une seconde place 300 $. La troisième place délivre 100 $.

## Présidents
- Bill Lippman – Chef du comité de l'AAU
- Ross Wales (1980-1984) – Premier président en titre
- Sandra Baldwin (1984-1986)
- Carol Zaleski (1986-1990, 1994-1998)
- Bill Maxson (1990-1994)
- Dale Neuburger (1998-2002)
- Ron Van Pool (2002–2006)
- Jim Wood (2006-2010)
- Bruce Stratton (2010-2014)
- Jim Sheehan (2014-2018)
- Bob Vincent (2018-)

## Directeurs généraux
- Ray Essick (1980-1997)
- Chuck Wielgus (1997-2017)[3],[4],[5]
- Tim Hinchey (2017-)[6]